# Lactuca fenzlii
Lactuca fenzlii là một loài thực vật có hoa trong họ Cúc. Loài này được N.Kilian & Greuter mô tả khoa học đầu tiên năm 2003.